# Kévin Borlée
Kévin Borlée (* 22. února 1988 Woluwe-Saint-Lambert) je belgický atlet, sprinter, jehož specializací je běh na 400 metrů.

## Kariéra
V roce 2008 reprezentoval na letních olympijských hrách v Pekingu, kde skončil v prvním semifinálovém běhu na třetím místě a do finále těsně nepostoupil. Ve finále štafety na 4 × 400 m doběhlo belgické kvarteto na pátém místě v novém národním rekordu 2:59,37. Na mistrovství světa v atletice 2009 v Berlíně skončil v semifinále na celkovém dvanáctém místě.
V roce 2010 na halovém MS v katarském Dauhá získal stříbrnou medaili ve štafetě na 4 × 400 metrů. Kvarteto ve složení Cédric Van Branteghem, Kévin Borlée, Antoine Gillet a Jonathan Borlée zde zaběhlo trať v čase 3:06,94 a nestačilo jen na americké kvarteto, které bylo o více než tři sekundy rychlejší.
V témže roce získal v Barceloně titul mistra Evropy v běhu na 400 metrů, když ve finále zaběhl trať v čase 45,08. Na stupních vítězů ho doplnili Britové Michael Bingham a Martyn Rooney. Společně se svým bratrem Jonathanem, Cédricem Van Branteghem a Arnaudem Destattem vybojoval bronzovou medaili ve štafetě na 4 × 400 metrů.
Jeho bratr Jonathan a starší sestra Olivia se rovněž věnují atletice, sprintům. Jejich otec Jaques Borlée mj. získal stříbrnou medaili v běhu na 200 metrů na halovém ME v Budapešti 1983.